# Víctor López Seoane
Víctor López Seoane y Pardo-Montenegro (Ferrol, La Coruña, 28 de septiembre de 1832 - La Coruña, 14 de julio de 1900) fue un naturalista español.
Tras haber obtenido el bachillerato en Santiago de Compostela, parte a Madrid y estudia medicina y ciencias. Después de estos estudios, es nombrado profesor de botánica en Madrid. Partirá a Andalucía para la recolección de plantas y de animales, lo cual le hará ingresar en la Real Academia de Ciencias y hace aparecer un catálogo sobre las aves, Catálogo de aves observadas en Andalucía, aquellas observadas durante su viaje. Ocupa entonces la cátedra de física, de química y de historia natural en La Coruña.

## Principales publicaciones
- Fauna Mastológica de Galicia (1861-1863).
- Revisión del Catálogo de Aves de Andalucía (1870).
- Reseña de Historia Natural de Galicia (1870).
- Colabora en ’Historia de Galicia (1870) de Murguia y Vicetto.
- Aves Nuevas de Galicia (1870).
- Notas para la Fauna Gallega (1878).
- Examen crítico de las perdices de Europa y particularmente de las de España (1891).
- Bosquejo histórico de la Botánica Española (1897).

## Dedicaciones
- tal vez : Serratula tinctoria subsp.seoanei
- Vipera seoanei